# San Colombano Certénoli
San Colombano Certénoli (ligur nyelven San Comban) település Olaszországban, Liguria régióban, Genova megyében. Lakosainak száma 2625 fő (2023. január 1.). San Colombano Certénoli Carasco, Coreglia Ligure, Leivi, Orero, Rapallo, Rezzoaglio, Zoagli, Borzonasca és Mezzanego községekkel határos.

## Népesség
A település lakossága az elmúlt években az alábbi módon változott:
| Lakosok száma | 2644 | 2632 | 2625 |
|               | 2017 | 2018 | 2023 |